# Marcel Tinazzi
Marcel Tinazzi   (Maghnia, 23 de novembre de 1953) és un ciclista francès, ja retirat, de pare italià i mare francesa, que fou professional entre 1977 i 1986. Era nebot del també ciclista Giorgio Tinazzi.
En el seu palmarès destaquen el Campionat de França en ruta de 1977 i la Bordeus-París de 1982. Efectuà bona part de la seva carrera esportiva sota les ordres de Jean de Gribaldy i fent de gregari de Sean Kelly.
Una vegada retirat va crear una empresa de roba de ciclisme.

## Palmarès
- 1977
  -  Campió de França en ruta
- 1979
  - 1r al Critèrium d'Aix-en-Provence
- 1980
  - 1r al Tour de l'Aude
- 1981
  - Vencedor d'una etapa al Tour del Mediterrani
- 1982
  - 1r al Critèrium d'Aix-en-Provence
  - 1r de la Bordeus-París
- 1983
  - 1r al Critèrium d'Aix-en-Provence

### Resultats al Tour de França
- 1978. 59è de la classificació general
- 1981. 13è de la classificació general
- 1982. 43è de la classificació general

### Resultats al Giro d'Itàlia
- 1979. 40è de la classificació general